# フィラデルフィア・フリーダム
「フィラデルフィア・フリーダム」（Philadelphia Freedom）は、エルトン・ジョン・バンドが1975年に発表したシングル。
エルトン・ジョンの友人のテニス選手、ビリー・ジーン・キングおよびキングが所属していたテニス・チーム「Philadelphia Freedoms」に敬意を表して書かれた。アメリカとカナダで1位を記録した。

## ビリー・ジーン・キングとエルトン・ジョン
1973年、エルトン・ジョンとビリー・ジーン・キングはとあるパーティーで出会った。キングはこう回顧している。「私は会場で気を失いかけた。エルトンのファンだったから。それまで彼には会ったことがなくて」
その年はキングにとって大きな転換の年だった。男女の賞金格差に異を唱えたキングと元選手のグラディス・ヘルドマン（Gladys Heldman）らは、男子選手たちから離脱した「女性によるテニスツアー」を提唱し、1973年6月に「女子テニス協会」を発足させた。また、同年9月20日には当時55歳になっていたボビー・リッグスと「Battle of the Sexes」と銘打たれた男女対抗試合を行った。リッグスは「私は男女同権運動を代表するビリー・ジーン・キングと試合をしたい」と声高に叫び、テキサス州ヒューストンの試合会場には3万人を超える観客が集まった。テレビ中継でも大勢の人々が見守った。熱心なテニスファンで、コートのサイドラインから応援することの多かったジョンであるが、この日はロサンゼルスのホテルで声を嗄らして声援を送ったという。キングは3セットのストレート勝ちで勝利を収め、この試合をきっかけに、興行としての「女子テニス」が発展し始める。
1974年にキングはテニス・チーム「Philadelphia Freedoms」と契約。ユニフォームを着てベンチに入るほどのチームのファンだったジョンは、キングの幸運を願い、彼女とチームの讃歌を作ることを決心する。ただし依頼されて書かれたパーニー・トーピンの歌詞はテニスともキングともほとんど関係はなかった。

## レコーディング
1974年夏、アルバム『キャプテン・ファンタスティック』の制作が行われた頃にレコーディングされた。アルバムと同様、デイヴィー・ジョンストン（エレクトリック・ギター、アコースティック・ギター）、ディー・マレイ（ベース）、ナイジェル・オルソン（ドラムズ）、レイ・クーパー（タンバリン、マラカス、コンガ）らが参加した。歌詞は特に「Philadelphia Freedoms」とは関連性はなかったもの、ジーン・ペイジが編曲したオーケストラは当時全盛だったフィラデルフィア・サウンドを意識した作りになっている。
1975年2月、シングルA面として発表。レコードの名義は「エルトン・ジョン・バンド（The Elton John Band）」だった。B面には、1974年11月28日にマディソン・スクエア・ガーデンで行われたコンサートの音源から、ジョン・レノンと歌った「アイ・ソー・ハー・スタンディング・ゼア」が収録された。レコード袋の裏面には「with Love to B.J.K. and the music of Philadelphia」という献辞が記された。
同年4月12日から4月20日にかけてビルボード・Hot 100の1位を2週連続で記録した。カナダでは1位、イギリスでは12位。ゴールドディスクを獲得し、ビルボードの1975年の年間チャート3位を記録した。
前年にシングルカットされた「ベニーとジェッツ」がソウル・ファンの支持を得たことから、ジョンはアメリカのダンス音楽番組『ソウル・トレイン』1975年5月17日放送の回に出演。同曲と本作品を歌った。
オリジナル・アルバムには収録されず、1977年発売のベスト盤『グレイテスト・ヒッツ Vol.2』に収録された。B面の「アイ・ソー・ハー・スタンディング・ゼア」は、ライブ・アルバム『ヒア・アンド・ゼア〜ライブ・イン・ロンドン&N.Y.』のリマスター盤（1995年）のディスク2に収録された。

## カバー・バージョン
- MFSB - 1975年のアルバム『Philadelphia Freedom』に収録。
- エスター・フィリップス - 1979年のアルバム『Here's Esther . . . Are You Ready』に収録。
- ダリル・ホール&ジョン・オーツ - 1991年のトリビュート・アルバム『Two Rooms: Celebrating the Songs of Elton John & Bernie Taupin』に収録。